# Ermengarde (reine de Bourgogne)
Pour l’article homonyme, voir Ermengarde.
Ermengarde ou Hermengarde (Ermengarda, Irmengarde, Irainsanda, Eimildis), née dans la seconde moitié du Xe siècle et probablement morte après le 20 septembre 1057, est une aristocrate, comtesse et marquise de Provence par mariage, puis épouse du dernier roi de Bourgogne (Bourgogne Transjurane), Rodolphe III.

## Biographie

### Origine
L'origine exacte de cette aristocrate est incertaine, cependant plusieurs historiens penchent pour une proximité avec le comte Humbert, à l'origine de la dynastie des Humbertiens puis de la maison de Savoie, notamment en raison de nombreuses donations faites à ce dernier.
Ainsi, au XIXe siècle, M. Cibrario publie un ouvrage, sur ordre du roi de Sardaigne, dans lequel il avance que Hermengarde aurait épousé en premières noces un comte Manassès, qui aurait été comte de Savoie et que cette union aurait donné naissance au comte Humbert,. Ses travaux trouvent un certain écho auprès d'autres historiens de cette période, Promis, Denis de Salvaing, Nicolas Chorier. Quelques années plus tard, Cibrario abandonne cette origine Bourguignonne pour trouver une origine italienne aux Savoie.
Dans le Regeste dauphinois (1913) et le Régeste genevois, d'après un acte de « La diplomatique du royaume de Bourgogne » de Pierre Joseph de Rivaz, une union est citée d'un comte Manassès vers 1002 avec son épouse Hermengarde venus prier Humbert, évêque de Grenoble, de leur concéder des terres dans le pagus de Genève, le prélat les leur accorde en échange de leur alleu dans le pagus de Grenoble et le comté de Savoie,.
Ce comte Manassès, avec son neveu Robert, est également nommé dans un autre acte du Régeste genevois, en 1002, en présence du roi Rodolphe III et de nombreux dignitaires dans le Comté équestre à Eysins, dont Adalbert, comte du palais, Hugues, évêque de Genève, Henri de Bourgogne , évêque de Lausanne, Hugues, évêque de Sion, Anselme, évêque d'Aoste.
Plus récemment, les travaux des médiévistes français François Demotz ou encore Laurent Ripart indiquent une forte proximité entre cette Ermengarde et les Humbertiens. Elle serait ainsi une proche parente, peut être une sœur du comte Humbert et de ses frères Odon et Brocard. François Demotz défend l'idée d'une parenté proche, parlant d'alliance plutôt que de famille, puisqu'aucun document ne mentionne un lien familial entre les deux personnages,. Il reprend ainsi la thèse que la reine Ermengarde appartient à la famille des Sigiboldides, que l'on trouve dans l'entourage du roi Rodolphe III. Laurent Ripart, maître de conférence à l'université de Savoie, avance l'idée dans sa thèse — Les fondements idéologiques du pouvoir des comtes de la maison de Savoie (de la fin du Xe au début du XIIIe siècle) — qu'elle peut être la sœur du comte.

### Comtesse de Provence
Ermengarde épouse le comte de Provence, Roubaud ou Rotboald II, avant 1002, date d'une donation aux moines de Montmajour et à l'abbé Archinric dans lequel ils sont co-signataires,,. Ils sont mentionnés dans La Carta liberalis de 1005. Le médiéviste Laurent Ripart, suivant l'analyse de Georges de Manteyer, soutient l'existence de ce mariage, alors que l'allemand Theodor Schieffer ne semble pas la retenir.
En 1005, elle est présente lors de l'élection du nouvel abbé de Saint-Victor de Marseille, aux côtés de la comtesse Adélaïde d'Anjou et ses deux fils, Guillaume Taillefer, comte de Toulouse, et Guillaume II, comte de Provence.
Rotboald II meurt avant 1011. De ce mariage sont issus, Guillaume III († 1037), futur comte de Provence, et une fille Emma († 1063), comtesse de Provence, mariée à Guillaume III Taillefer, comte de Toulouse.
Selon Laurent Ripart, l'évêque de Lausanne, Hugues de Bourgogne, est considéré comme son fils, toutefois la notice du Dictionnaire historique de la Suisse indique qu'il est un fils naturel du roi Rodolphe III.

### Reine de Bourgogne
Veuve, Ermengarde, épouse en 1011, le dernier roi de Bourgogne, Rodolphe III, pour qui c'est le second mariage,. Ils n'auront pas d'enfants. L'absence d'héritier affaiblit l'autorité du roi qui meurt en 1032.

#### Douaire royal et autres donations
Le 24 avril 1011, Rodolphe III fait à Aix, en Savoie, un acte (donation) en faveur de son épouse (Douaire) des villes, des terres et un château royaux, dont les Archives départementales de l'Isère ont conservé le diplôme original sur parchemin,.

« Au nom de la très Sainte et Indivise Trinité, Rodolfe, Roi par la Clémence de Dieu ; qu'il soit connu de tous les hommes, nés ou à naître, que, poussé par amour conjugal et conseillé par les grands de mon royaume, je donne à ma très chère épouse Irmengarde, la résidence royale d'Aix avec les colons de ce domaine en notre propriété, pour qu'ils l'habitent et en cultivent les terres. Et je lui donne mon fisc d'Annecy, avec ses dépendances, ses esclaves et ses servantes ; et je lui donne la totalité de l'abbaye Saint-Pierre de Mont-Joux et je lui donne mon fisc de Rue (6) avec ses dépendances, ses esclaves et ses servantes, et je lui donne le château de Font avec ses dépendances, et la part de la villa d'Yvonand qu'Henri possédait, avec ses esclaves, ses servantes et toutes ses dépendances ; je lui donne la résidence royale de Neuchâtel (10), avec ses esclaves, servantes et toutes ses dépendances ; je lui donne Auvernier avec toutes ses dépendances, esclaves et servantes ; je lui donne Arinis (Saint-Blaise), avec toutes ses dépendances, esclaves et servantes. Qu'elle ait le droit de posséder, de donner, de vendre, en somme de faire tout ce qu'elle voudra de ces biens. Pour que nos successeurs tiennent pour vrai et ne cassent pas ce que j'ai fait, nous avons authentifié de notre main et ordonné qu'il soit scellé de notre sceau.
Signé du seigneur Rodolfe.

Padolfe chancelier, j'ai reconnu.

Daté du 8e jour des calendes de mai, 17e lune, indiction…., l'an de l'Incarnation du Seigneur 1011, sous la 19e année du règne de Rodolfe, fait à Aix ».

Au dos du texte : « Moi Hermengarde, reine, je donne à Dieu et à Saint Maurice de l'Église de Vienne, tout ce qui m'a été donné. »

La même année, la reine reçoit les comtés de Vienne et de Sermorens ou Salmorenc,,. La reine partagera avec le comte Humbert la gestion de son douaire pour la pars Savogensis (Savoie), qui s'étend du bourg de Conflans à celui d'Aix, correspondant à la combe de Savoie ainsi que la cluse de Chambéry ou val du Bourget,.
Ermengarde intervient dans l'acte d'août 1011 par lequel le roi Rodolphe accorde à l'évêque de Lausanne, Henri les droits sur le comté de Vaud,.
En 1016, le roi lui donne les droits sur les localités de Dulsatis (Doussard), de  Marsiacum (Marceau), de Vesonam (Vesonne) et de Marlendis (Marlens),. Les droits donnés portent aussi sur l'église. Il donne en 1018, là encore sous l'impulsion de sa femme Ermengarde, le domaine de Talloires (église dédiée à cette époque à sainte Marie, saint Pierre et saint Maurice, dépendances) aux moines de Savigny. Elle complète la donation en 1030 ce qui permet d'ériger une abbaye, à qui elle lègue l'année suivante des terres en amont du lac d'Annecy. Sont présents lors de la signature de l'acte l'archevêque de Vienne, Léger ; l'archevêque de Tarentaise, Aimon (?) ; les évêques de Genève, Frédéric, et de Valence, Ponce, ainsi que le comte Humbert,,.
Le roi fait différents dons à la demande de sa femme au monastère de Saint-Maurice d'Agaune, en février 1017, à celui de Cluny en 1019.

#### Succession de Bourgogne
À la suite de la mort du roi Rodolphe III, c'est son héritier testamentaire, l'Empereur Conrad II le Salique qui prend la tête du royaume. Toutefois, le neveu de l'ancien roi, Eudes II de Blois, conteste cette succession et se lance dans un conflit qui engage l'ensemble des aristocrates de la région. Dans cette lutte pour la succession de Bourgogne, la reine prend le parti pour l'Empereur, soutenue par le comte Humbert,,, chez qui elle se réfugie. Il devient ainsi son advocatus, ou son conseiller. En 1034, le parti de l'Empereur obtient gain de cause à la suite d'une dernière action militaire dont le comte Humbert eut un rôle majeur. En remerciement de ce soutien, l'empereur Conrad II aurait fait une donation importante à Ermengarde et Humbert.
Dans un acte non clairement daté, elle fait une donation « pour le repos de l'âme de son mari défunt, olim in Christo quiescentis » à l'abbaye de Cluny de possessions dans le comté de Genève.
Le 23 août 1057, Ermengarde fait différentes donations au chapitre de la cathédrale de Grenoble des « églises (dont celle d'Aix-les-Bains) avec leurs dîmes, des maisons (dont une à Chambéry) et des terres, pour une somme de 2 000 sous d'or » L'historien savoyard, Léon Menabrea observe que dans cet acte, le comte Humbert n'intervient pas. Dans une charte du 20 septembre 1057, que l'on trouve dans le cartulaire de Saint-Pierre de Vienne, elle restitue à l'abbé Guitger de Saint-Pierre, en présence de l'archevêque de Vienne, Léger, et d'autres grands de la région, des vignes qui avaient appartenu au monastère.